# Joel Ngandu Kayamba
Joel Ngandu Kayamba (Kinshasa, 17 aprile 1992) è un calciatore congolese (Repubblica Democratica del Congo), centrocampista dell'Abu Salim.